# Uránia (folyóirat)
Az Uránia a felvilágosodás kori magyar irodalom utolsó és legkevesebb időt megért folyóirata volt. Mindössze három kötete jelent meg, 1794-1795-ben. Szerkesztői: Kármán József és Pajor Gáspár, de valószínűleg segítségükre volt Schedius Lajos tanszékvezető, esztétikatanár is.

## Története
A folyóirat elsősorban a nők nevelését tűzte ki célul, amivel akkoriban vajmi keveset törődtek nálunk, pedig erre nagy szükség lett volna. Ezt Kármán is nagyon fontosnak tartotta, hiszen a nők az emberek első nevelői. Ebben az időben azonban még a nemesi családok lányai is csak otthon tanulhattak ezt-azt. Legfőképpen katekizmust és egyházi énekeket. A szerzők a nők nevelése mellett a nemzeti nyelv tisztítását és terjesztését, valamint az eredeti munkák létrehozását is célul tűzték ki. Az Uránia éppen ezen okok miatt igencsak hiánypótló folyóirat volt. Sajnos, nem a legszerencsésebb időben került az olvasók elé, és ez meg is pecsételte sorsát. Ekkorra már a reakció teljes erővel kibontakozott. Elfogták Martinovics Ignácot és társait. Kazinczy börtönbe került, Batsányi Jánost üldözték a Franciaországi változásokra című verse miatt. Az emberek nem-igen jártak társaságba, nem vettek lapokat, és „megkezdődik a magyar irodalom egyik legsúlyosabb korszaka.” Így aztán Kármánék Urániája egy időre a feledés homályába merült.

## Újrafelfedezése

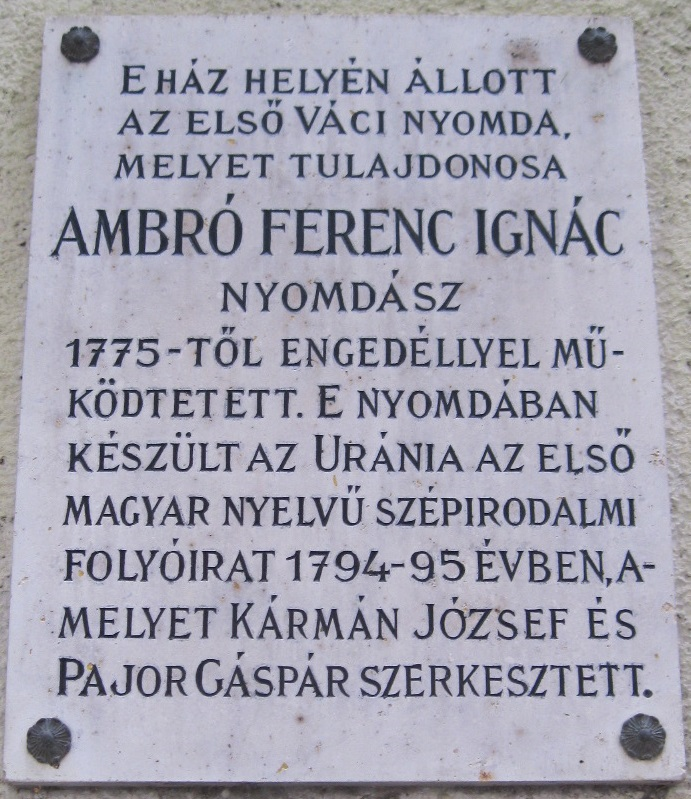
A folyóirat nyomdájának emléktáblája

1843-ban Toldy Ferenc irodalomtörténész Kármán Józsefről tartotta meg akadémiai székfoglalóját, ezzel gyakorlatilag újra felfedezte a méltatlanul elfeledett írót és munkáit. Előadásában Toldy rámutatott többek között arra, hogy Kármán – megelőzve korát – a magyar nemzeti romantika előfutára volt. Az ott ülők többsége nagy érdeklődéssel hallgatta az előadást, hiszen nem ismerték sem Kármán nevét, sem munkásságát. Ennek az volt az oka, hogy ilyen név alatt sehol nem találhattak egyetlen írást sem. Kármánék ugyanis névtelenül, vagy legfeljebb monogrammal ellátott írásokat publikáltak az Urániában. Ezt azért tehették, mert az Urániában mindig valamely közösség vagy kulturális hálózat nevében szólaltak meg, így például a protestáns családok, szalonba járók vagy szabadkőművesek nevében.
Toldy az Urániával kapcsolatos kutatásait legfőképpen Schedius Lajos emlékezetére alapozta, ő volt az egyetlen szerző a folyóiratban, akinek neve egy cikk ("A vallás szeretetre méltó volta" című) alatt megjelent. Toldy érdeklődésekor Schedius már idős ember volt, nem lehet tudni, hogy mennyire pontosan emlékezett a régi eseményekre. Szerepe azonban bizonyosan volt az Uránia megszervezésében, és Szilágyi Márton hipotézise szerint valószínűleg ő adhatta az ötleteket Kármánnak és Pajornak, hogy miket érdemes lefordítani, átültetni a korabeli külföldi újságok cikkeiből, írásaiból. Schedius fiatalabb korában a pesti egyetemen volt az esztétika tanszék vezetője, ismert és elismert embernek számított. Számos cikket írt nyugati folyóiratokba, így közvetítve a magyar irodalmi világot nyugat felé. Valószínűleg látszik tehát, hogy az Urániában a szervezési munkája mellett mint védjegy is funkcionálhatott. 1794 elején jelent meg a Magyar Hírmondóban. Az első magyar nyelvű hírlapunk 1780. január 1-jén indult Pozsonyban Ráth Mátyás szerkesztésével. az első hirdetés az új folyóiratról, az első szám pedig júniusban. Magát a lapot pedig Vácon nyomtatták Máramarosi Gottlieb Antal nyomdász műhelyében valószínűleg azért, mert olcsóbban dolgozott mint pesti kollégái.

## Az Uránia háttere
Az Uránia létrejöttének hátterében többféle tényező érvényesült. Ezek a következők:
- 1. A protestáns családi háttér.
- 2. A pesti szalonélet, többek között Beleznay Miklósné szalonja, melynek Kármán állandó vendége volt. Itt lehetett vitatkozni könyvekről, beszélni divatról, politikáról, a nőnevelés kérdéseiről. Az egész szalon a nyitott szellemiségű gondolkodást képviselte.
- 3. A szabadkőművesség; ennek mind Pajor, mind Kármán tagja volt. Ők a Hétcsillag nevű páholy tagjai voltak, de látogatták a Nagyszívűséghez nevű páholyt is, mely a korabeli Magyarország leghíresebb páholyának számított. Ennek tagjai voltak többek között Kazinczy Ferenc, Festetics György – a kor híres mecénása -, Horváth Ádám és Nagyváthy János is, aki Kármán jó barátjaként valószínűleg be is ajánlotta őt és lapját Festeticsnek. (Festetics támogatása miatt tudott megjelenni az Uránia első száma.) A szabadkőművesség ugyan nem jelent meg olyan közvetlenül az Urániában, mint például Kazinczy lapjában, az Orpheusban, de a folyóirat szellemiségében, gondolkodásmódjában tetten érhető a kapcsolat a szabadkőműves eszmékkel.
- 4. Az európai folyóirat-irodalom: Kármán sokat utazott és megtetszettek neki az európai folyóiratok, különösen a nőknek szólókat szerette könnyed, csevegő hangvételük miatt. Ez meg is látszik az Uránián, hiszen a cikkek jórészét ezekből a számára kedves folyóiratokból fordította vagy dolgozta át.

## Az Uránia témái[7]

### Fantasztikus novellák
Vannak a folyóiratban ún. fantasztikus novellák, melyek a kor nyugati folyóirataiban akkor már megszokottak voltak. Ezekben egzotikus országok, helyszínek (barlangok, temetők, öreg kastélyok) jelennek meg, ahol mindenféle csodás események történnek. Kármán Cajetan Tschink novelláiból választott kettőt, melyeket lefordított és megjelentetett az Urániában. Ezek a Kíntsásó (Némedi Lajos filológiai kutatása derítette ki, hogy ki írta az eredetit); és az Az által-változtatott törpe, ami az Uránia legterjedelmesebb szövege. Ezeknek a novelláknak a lényege, hogy leírják bennük a tanulságot is, melyben leleplezik a varázslatokat, így kiderül, hogy az egész történet csupán szemfényvesztés volt. A tanulság szerepe pedig az, hogy felvilágosult szemlélettel forduljunk az okkult dolgok felé.

### Mesék
Ezek tanmesék (zömmel állatmesék), melyek szintén tanulsággal végződnek. Az író célja ezekkel az, hogy tükröt tartson olvasói elé.

### Felvilágosító esszék
Érdekes témákkal foglalkozó esszék. Témái közé tartoznak például a házasodási, étkezési szokások, különböző vallások, gondolkodásmódok, történelmi tárgyú írások, tanulsággal szolgáló, természeti csodákról szóló leleplező írások.

### Folytatásos regény
Ez a Fanni hagyományai, mely három részben jelent meg az Urániában.

### Tanulmányok, értekezések
Hosszabb terjedelmű esszék. Ilyen a Nemzet tsinosodása és A Módi, mely a magyar főrangú hölgyekről nem fest túl előnyös képet.

### Versek
Az Urániában a verseknek másodlagos szerepük volt, többnyire a folyóirat végén helyezkedtek el. Ezek Csokonai Vitéz Mihálytól és Verseghy Ferenctől származnak.

## A szerzőség kérdése
A fordított művek közül azok forrásait akkor lehet a legkönnyebben meghatározni, ha az alcím tartalmazza az eredeti szerző nevét. Így találhatjuk meg benne Ewald Christian von Kleist Egy festett Vén-asszonyra című művét és a Lalage címűt (Uránia I. Kötetében jelent meg) Kármán átdolgozásában. Lichtwertől A vándorló-t (Uránia I. Kötetében jelent meg), Raynaltól az Elizá-t (Uránia II. Kötetében jelent meg) és Pope-tól a Windsori erdő (Uránia III. Kötetében jelent meg) című írást. A legtöbb cikket az Anzeingenből (a kor német nyelvű tudományos folyóirata) vették át, ebből is legfőképpen a Windisch-nek tulajdonítható írások találhatók meg az Urániában, anélkül, hogy a szerző nevét feltüntették volna. A másik újság, amelyből fordítottak, a Spectateur (Szilágyi Márton 1998.,285). Egy további szerző, akitől átvettek írásokat: August Gottlieb Meißner. Tőle két anekdota is megtalálható az Urániában: a Nagy Sándor és a Halhatatlanság forrása (Uránia II. Kötetében jelent meg) és a Maan, és a katona című. (Uránia III. Kötetében jelent meg.)
A fordítások – bár ellentmondanak az eredeti művek létrehozásának igényével- feltételezhetően azért voltak szükségesek, mert elég szűk volt a szerkesztőgárda, így másképp nem tudták megoldani, hogy megtöltsék a folyóiratot (Szilágyi Márton feltételezése).

## Néhány fontos írás az Urániából
Kármánék céljaikat és elképzeléseiket az Urániával, annak "Bé-vezetésé"-ben (Uránia I., lapszám nélkül) fogalmazzák meg.
Ebben kifejtik, mi a folyóirat („Minden Írás, a melly több-féle Tárgyakat foglal, és bizonyos Időkben jelen-meg, neveztetik folytatott (periodica) írásnak"), majd tipizálják, milyen fajtái is vannak („Tudományos, Országos Dolgok, a' Kereskedés, a' Szép és még a' Kézi mesterségek-is"). Ezek után elhelyezik magukat a folyóiratok palettáján és jelzik, hogy hasonló szerepet kívánnak betölteni az Urániával itthon, mint Angliában a Spectateur. Folyóiratuk programja hasonlít Kazinczy Orpheusának programjára, miszerint lassan, fokozatosan kell kiterjeszteni a felvilágosodás eszméit. Ugyanis csak így érhető el szerves kulturális változás. („Lassan, de annál bizonyosabban élesül az Értelem, fényesedik az Elme, lágyul az Érzés, és tisztíttatik az Izlés"). A szerzők azt ígérik, hogy az írásokat közérthető nyelven fogalmazzák meg, hogy mindenki érthesse, ugyanis mondanivalójuk csak így juthat el az emberek széles köréhez. Az Uránia elítéli az öncélú, elvont, diskurzív nyelvet, mert az nem tudja érthetően közvetíteni a mondanivalót, így az emberek nem értik. Az olvasási kedv felkeltése és az érthetőség miatt tartják fontosnak a könnyed hangvételt is. Mindezek után Kármán megemlékezik azokról is, akik kritizálják a folyóiratokat (mint például Szaitz Leó, a kor fanatikus hitvédője), majd lépésről lépésre megcáfolja vádjaikat. Legfőbb céljuknak a nemzeti nyelven való megszólalást tartják, valamint a nemzeti hagyományok megtartását. A saját eredeti munkák szükségességét is erőteljesen hangsúlyozzák, legfőképpen azt, hogy ezt a folyóiratot különösen az „Asszonyi-nemnek szántuk”. Ez pozitív elmozdulás a nők felé: a nők már nemcsak azért fontosak, mert ők nevelik a férfiakat, hanem azért is, mert „a Szép Nem, az Ízlés' Uralkodónéja”. Végül pedig így bocsátják útjára lapjukat: „Taníts! És igyekezz tetszeni! Légy tiszta, és kellemetes! Légy hasznos Társalkodónéja Hazánk' szerelmes Leányainak, a' kik közzé most ki botsátunk.”

### ANemzet tsinososodása
Az Uránia másik jelentős írása Kármán híres tanulmánya, a Nemzet tsinososodása, mely az Uránia utolsó számában jelent meg, és amelyben az író részletesen megvizsgálja, miért tart ott a magyar kultúra, ahol tart. Vajon mi az oka annak, hogy úgy le vagyunk maradva? A nemzeti önismeretet nagyon fontosnak tartja, mert nélküle nem lehet tovább lépni a fejlődés irányába.
Ezért elítéli azokat az írókat, akik hízelegnek a nemzetnek, akik nem vállalják a kultúra valódi állapotának feltárását. Kármán szerint „a mi klímánk…ellenséges a tudományoknak". Ezt a kijelentését aztán ki is fejti, mert klímán természetesen nem hazánk földrajzi fekvését érti. Az elmaradottság okát Kármán többek közt abban látja, hogy a külföldön tanult, művelt, okos fiatalok hazatérve már nem törődnek a megszerzett ismeretekkel, hanem vadásznak, szórakoznak.
Ennek legfőbb oka pedig az, hogy társadalmunk nem becsüli a kultúrát. És hogy miért nem becsüli? Mert kisebb a birtokos nemességünk, jobbágyságunk, a földművelők pedig csak vegetálnak a földjeiken. Az egyre elaprózódó birtokok nem tudják eltartani őket. Így egyszerűen nem telik nekik a kultúrára.
A szegénység okát ezután az író a feudális viszonyokban, az ipar és kereskedelem elhanyagolásában keresi tovább. A szegénység mellett a vidéki provinciális életet is nagy akadálynak tartja a kultúra fejlődésének szempontjából. Itt ugyanis a tudatlanság és a babonaság az uralkodó, ami persze ellentétes mindenféle tudománnyal. Ráadásul a vidéki élettel olyan életmód jár együtt, amely a testi élvezeteket helyezi minden egyéb fölé. Összefoglalva tehát: nem a balsors vagy az ország földrajzi fekvése tehet arról, hogy a nemzet ilyen elmaradott, hanem a szegénység, a falusi elzártság és a városok hiánya. Mindennek persze fő oka, hogy nagyon gyér nálunk az ipar és a kereskedelem. Ennek a szomorú helyzetnek a javítását pedig úgy kell elkezdenünk, hogy elkezdjük lerombolni a feudális rendet, mert a nemzet csinosodása enélkül nem elképzelhető. A tudomány megkedveltetését pedig úgy képzeli el, hogy azt kiragadva az egyház kezéből, kellemessé és érthetővé kell változtatni, majd így kell eljuttatni minél több emberhez.
Kármán ezek után a nyelvművelés problémájára is rátér. Felfogása szerint a nyelv csak a gondolkodás megváltozásával és a tudományok fejlődésével tud majd megváltozni, gazdagodni. Az idegen szavak és kifejezések alkotását mélyen elítéli, mert szerinte ezzel nyelvünk közel sem gazdagodik. A nyelv csak azzal fejleszthető, ha saját magunk gondolkodva, eredeti munkákat hozunk létre. Az igazi író pedig olyan elhivatott ember, aki népének oktatója és nevelője tud lenni. Befejezésül Kármán az ilyen elhivatott embereket Prométeuszhoz hasonlítja, mert szerinte ezek az emberek olyanok, akik az égből hozzák le a bölcsességet, ami majd minden embert emberré, egyformán emberré és egyenrangúvá fog tenni.

### AFanni hagyományai
Az Urániában megjelent másik mű, mely fontos szerepet játszott irodalmunkban, a Fanni hagyományai. Ez az első eredeti magyar, szentimentális regény. A regény műfaja még újnak számított az irodalomban, és sokáig kellett küzdeni elismertetésért. Abban az időben ugyanis a kitalált történetekkel szemben még előítéletesen viseltettek az emberek, sőt alacsonyabb rendűnek is tartották, mint a többi műfajt. A Fanni hagyományai-t ugyanúgy korrajznak tekinthetjük, mint a Nemzet tsinosodásá-t, csak ebben más eszközökkel jeleníti meg az író a mondanivalót. A műben kirajzolódó ellentét a feudális társadalom és a vele szemben álló szabad, teljes emberi élet igénye között feszül. Mivel az Uránia elsősorban a nőknek szánt folyóirat volt, természetesen a regény főhőse nő. Ráadásul, mivel a nők helyzete a társadalomban sok mindenről árulkodik, jobban szemléltethető általuk az egyén és a társadalom konfrontációja. A folyóiratban ez a folytatásos regény (három részben) úgy jelent meg, mintha a szerkesztők egy beküldött kéziratot adtak volna közre.
Csak későbbi kutatások derítették ki, hogy valószínűleg maga Kármán írta a regényt. A regény naplórészletekből és levelezésekből áll, melyekből kiviláglik Fanni érzelemvilága, érzékenysége, természetszeretete és összeütközése a társadalommal, pontosabban az azt képviselő apjával. Az egyetlen ember, aki megérteni látszik őt, egy új barátnő, aki két gyermekét egyedül neveli, és akivel Fanni sokat beszélget, leginkább a szerelemről. Ami hamarosan be is köszönt a lány életébe „T-ai" személyében. „T-ai" alakja kevéssé kidolgozott szereplője a műnek, csak annyit tudni róla, hogy érzékeny lelkű, és hogy vagyontalansága miatt nem felel meg Fanni apjának. Fannitól végül eltiltják, és a lány belehal a férfi hiányába. Az egész mű a szív jogait hirdeti, és egyedülálló módon ábrázolja a női főhős lelkivilágát, ami akkoriban páratlan volt. A Fanni hagyományai-t nyelvezete, fogalmazásmódja és tömörsége teszi mindmáig időtálló remekművé.
Bár az Uránia nagyszerű kezdeményezés volt, az anyagi nehézségek, a sikertelenség, majd Kármán halála miatt mindössze három kötete jelenhetett meg. Kármán már érezhette, hogy a jövő nemzedéknek ír, mert nehézségeikről így fogalmazott: „De ne panaszkodjunk! Az együtt élő embernyom ritkán volt hálaadó a törekedő érdem iránt. Az a kedves álom, hogy a jövő maradék hálaadóbb lészen: a volt minden nemesb igyekezetű férfiaknak minden időben s minden nemzeteknél jutalma. Ne kívánjunk mi is szerencsésebbek lenni mint ezek.”